# Bombus pyrenaeus
Bombus pyrenaeus là một loài Hymenoptera trong họ Apidae. Loài này được Pérez mô tả khoa học năm 1880.